# Bałcyny
Bałcyny (Duits: Balzen) is een plaats in het Poolse district  Ostródzki, woiwodschap Ermland-Mazurië. De plaats maakt deel uit van de gemeente Ostróda en telt 310 inwoners.